# Peromyscus attwateri
Peromyscus attwateri е вид бозайник от семейство Хомякови (Cricetidae).

## Разпространение
Видът е разпространен в САЩ (Арканзас, Канзас, Мисури, Оклахома и Тексас).